# Christine Böhm
Christine Böhm (Vienna, 19 febbraio 1954 – Laveno-Mombello, 5 agosto 1979) è stata un'attrice austriaca.
Christine Böhm era figlia dell'attore austriaco Maxi Böhm. Iniziò la sua carriera recitando nei teatri viennesi in spettacoli che venivano mandati in onda dalla televisione austriaca. La sua carriera televisiva iniziò nel 1971 con il film Liliom, mentre il suo esordio cinematografico avvenne nel 1972 nel film Violenza contro la violenza. La sua ultima apparizione fu nel film francese Lady Oscar (1979), in cui interpretò la regina Maria Antonietta, che come lei era austriaca.
Apparve anche in una puntata della serie TV Arsenio Lupin ("Il cappellino con le piume").
La sua carriera, appena all'inizio, fu stroncata da un incidente durante un'escursione sul lago Maggiore nel 1979 a soli venticinque anni.